# Soft Vengeance
Soft Vengeance je studiové album anglické rockové skupiny Manfred Mann's Earth Band, vydané v roce 1996.

## Seznam skladeb
1. "Pleasure and Pain" (Mike Chapman, Holly Knight) – 5:39
2. "Play with Fire" (Mick Jagger, Keith Richards) – 3:58
3. "Nothing Ever Happens" (Justin Currie) – 4:10
4. "Shelter from The Storm" (Bob Dylan) – 6:06
5. "Tumbling Ball" (Mark Spiro) – 5:35
6. "The Price I Pay" (Robert Cray, Dennis Walker) – 4:06
7. "Lose The Touch" (C Schumann) – 3:31
8. "Adults Only" (Manfred Mann) – 3:36
9. "Wherever Love Drops — Part One" (Mann, Russell Hoban) – 1:05
10. "The Complete History Of Sexual Jealousy" (Nick Currie) – 3:30
11. "99 lb" (Dannie Bryant) – 2:38
12. "Miss You" (C Schumann) – 3:33
13. "Nature Of The Beast" (Copyright Control) – 4:35
14. "Wherever Love Drops — Part Two" (Mann, Hoban, Anthony Moore) – 2:00

## Singly
- 1996 - Nothing Ever Happens
- 1996 - Pleasure and Pain

## Sestava
- Manfred Mann - klávesy
- Mick Rogers - kytara
- Dave Farmer - bicí
- Clive Bunker - bicí
- Steve Kinch - baskytara
- Chris Thompson - zpěv
- Noel McCalla - zpěv

&
- Russell Hoban - řeč v "Wherever Love Drops"
- Richard Marcangelo - bicí
- Richard James Burgess - bicí
- Gavin Harrison - bicí
- Andy Pask - baskytara
- Tony Patler - baskytara
- Gary Farmer - kytara
- Clem Clempson - kytara
- Mitch Dalton - kytara
- Tony Patler - kytara
- Gary Sanctuary - Wurlitzer electric piano v "99lbs"
- Linda Taylor - doprovodný zpěv
- Maggie Ryder - doprovodný zpěv
- Carol Kenyon - doprovodný zpěv
- Janice Hoyte - doprovodný zpěv
- Diane Byrch - doprovodný zpěv
- Stevie Lange - doprovodný zpěv